# 자동차등록증
자동차등록증은 자동차의 주민등록증과 같은 효력을 하는 서류로 자동차의 주인이나 정비 관련 기록 등을 상세하게 적은 등록증이다. 

## 설명
자동차등록증에는 차량이 등록된 날짜 및 그외 자동차에 대한 정보들이 자세하게 수록되어 있다. 자동차등록증이 있어야 차량은 정상적인 운행이 가능하며 자동차 번호판과 함께 자동차를 운행하려면 필수적으로 있어야 한다. 자동차 번호판을 달으려면 자동차등록증은 반드시 있어야하며 자동차등록증이 있어야 자동차에 번호판 장착이 가능해진다. 자동차등록증의 부정한 사용은 법으로 금지되어 있으며 이를 어길 경우에는 10년 이하의 징역이나 1억원 이하의 벌금에 쳐해진다.

## 같이 보기
- 자동차
- 도로교통법